# Georg Wellstein
Georg Wellstein (né le 12 mai 1849 à Oberbiel et mort le 16 octobre 1917 à Hamm) est un avocat prussien et homme politique du Zentrum.

## Biographie
Après avoir obtenu son diplôme d'études secondaires, Wellstein commence à étudier le droit à l'Université Georges-Auguste de Göttingen. En 1868, il devientu actif dans le Corps Bremensia Göttingen. En tant qu'inactif, il déménage à l'Université Frédéric-Guillaume Berlin. En 1872, il devient avocat stagiaire. Après avoir été employé comme évaluateur du tribunal entre 1878 et 1879, il devient juge au tribunal d'arrondissement et de district de Braunfels. En 1887, il est nommé juge de district d'Ehrenbreitstein et en 1892, il est nommé juge de district. En 1898, il est nommé juge principal au tribunal régional supérieur de Francfort-sur-le-Main (de) et, plus récemment, en 1909, président du Sénat au tribunal régional supérieur de Hamm (de).
En plus de son travail de juge, Georg Wellstein commence également une carrière politique. En tant que membre du Zentrum, il est élu au Reichstag en 1893, où il représente pour la dernière fois la 3e circonscription de Coblence (Coblence-Sankt Goar) lors de l'élection du Reichstag de 1912 jusqu'à sa mort en 1917. Il est également membre de la Chambre des représentants de Prusse de 1894 à 1917.